# أبو أحمد الحسين بن موسى
أبو أحمد الحسين بن موسى الموسوي كان من نسل الإمام علي، تولى مناصب عُليا في الدولة البويهية ببغداد في أواخر القرن العاشر/أوائل القرن الحادي عشر، وهو والد عالمَي الشيعة الاثني عشرية الشريف المرتضى والشريف الراضي.

## الحياة

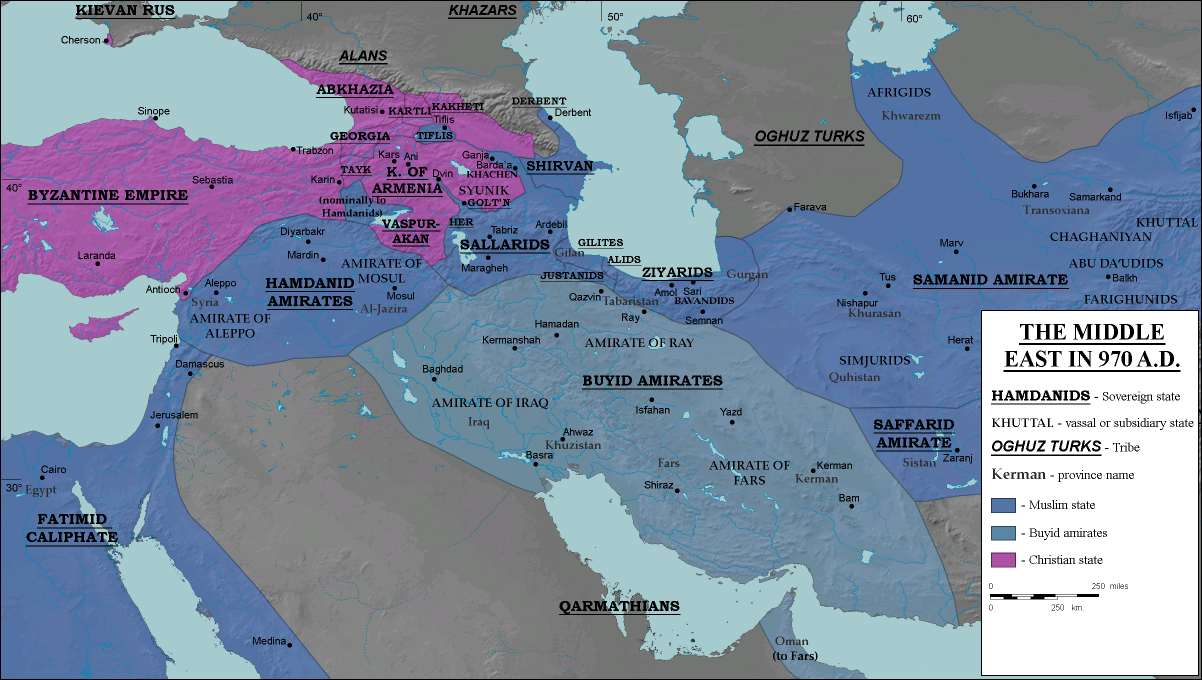
خريطة الشرق الأوسط ق. 970، في بداية مسيرة الحسين بن موسى

كان الحسين من عائلة الموسوي، من نسل الإمام الشيعي موسى الكاظم (ت 799). وله ثلاثة أبناء: أبو محمد القاسم، وأبو القاسم علي المعروف بالشريف المرتضى، وأبو الحسن محمد المعروف بالشريف الرضي.
كان الحسين أول فرد من عائلته يُعين نقيب الأشراف، وقد نصَّبه الأمير البويهي في العراق، معز الدولة (حكم 945–967 م)، في 7 حزيران 965 م في هذا المنصب. كما شملت هذه المهمة الإشراف على قوافل الحجاج حتى عام 970، حين عادت إلى مسؤولية أسرة بني يحيى من الكوفة.
وباعتبارهم من نسل موسى، كان الحسين وعائلته من الشيعة الإثني عشرية، مما تسبب في ردود فعل بين بعض العلويين، الذين اعتادوا أن يقودهم عضو من سلالة الحسنيين؛ ونتيجة لذلك، رفض بعض العلويين الاعتراف بسلطته وطلبوا الإعفاء منها. وأقام الحسين علاقة طيبة ووثيقة مع الأمير الجديد عز الدولة (حكم 967-978 م)، الذي أبقاه في منصبه وكلفه في عام 968/9 بالتوسط بين أمير الموصل الحمداني، أبو تغلب وأخيه غير الشقيق الأصغر أبي المظفر حمدان بن ناصر الدولة. وبعد اندلاع أعمال الشغب الطائفية ضد الشيعة في بغداد عام 971 م، عُزل الحسين، لكنه ظل محتفظًا بتأييد عز الدولة، الذي عهد إليه بمفاوضات السلام مع الحمدانيين في 972/973 م.
ولما تولى عضد الدولة (حكم 943-983 م) على بغداد لأول مرة في عام 975 م، أُعيد الحسين إلى منصب نقيب الأشراف في آب/أيلول من نفس السنة، واحتفظ به عز الدولة بعد عودته إلى المدينة، ثم مرة أخرى احتفظ به عضد الدولة في دولته عندما تولى السيطرة على العراق في النهاية في عام 978. علاوة على ذلك، عُين الحسين لقيادة الفتح وإحلال السلام في الجزيرة الفراتية الحمدانية سابقًا، والتي نفذها بنجاح في عامي 978 و979 م، وقد كلّفه البويهيون بهذا المنصب بسبب نسبه للنبي محمد وعلي بن أبي طالب مما جعله محطّ احترام كبير في الدولة الحمدانية الشيعية. ولكن بمجرد تأمين منصب عضد الدولة، لم يتردد في توجيه ضربة ضد النخب الحاكمة في العراق: ففي آب/أيلول979، اتُهم الحسين بالاختلاس وعُزل ونُفي مع شقيقه أحمد إلى فارس. وكان من ضمن من وقع في اتهامات هذه الفوضى: محمد بن عمر وهو علوي الموالي للزيدية، وابن معروف قاضي القضاة وصديق الحسين، فنُفيَا إلى فارس. أُطلق سراح المنفيين من الحبس بعد وفاة عضد الدولة في عام 983، ولكنهم ظلوا في المنفى في فارس حتى عام 987، عندما تولى أمير فارس البويهي شرف الدولة (حكم. 983–988/9 م)، كما استولى على السيطرة على العراق. يزعم المؤرخ ابن الجوزي في القرن الثاني عشر أن الحسين أُعيد تعيينه نقيب الأشراف، حتى استقال في أيلول 989 بسبب المرض، لكن هذا غير مؤكد في مصادر أخرى.
وأعاد بهاء الدولة (حكم 988-1012 م) تعيين الحسين نقيب أشراف في أيار/حزيران 990 م. بالإضافة إلى ذلك، تولى مسؤولية المحاكم المدنية (المظالم). وعُيّن ابناه الرضي والمرتضى نائبين له. وفي نفس الوقت تقريبًا، نشأت منافسة شرسة بين الحسين وعائلته ومحمد بن عمر المؤيد للزيدية، والذي سُجن في الفوضى التي تلَت ذلك. وكان الحسين يتمتع بمكانة عالية لدى بهاء الدولة، الذي عهد إليه بسفارة إلى العقيليين الشيعة في عام 992/993 م، حيث سجنه أمير العقيليين محمد بن المسيب. في كانون الثاني 994 م أصبح الحسين الوصي الشرعي (الولي) [الإنجليزية] على ابنة بهاء الدولة أثناء زواجها من الخليفة القادر. لكن التغيير في الحكومة أدى إلى إقالة أخرى، حيث كان الوزير البويهي الجديد، شابور، من أنصار محمد بن عمر، الذي أطلق سراحه من السجن. في كانون الأول 994، اُستُبدل الحسين في منصبه بمرشح شيعي زيدي.
ومع ذلك تمكّن الحسين من استعادة مكانته، ففي عام 999 م أرسله بهاء الدولة لمرافقة قواته أثناء الاستيلاء على شيراز. وفي سنة 1003/4م، بعد وفاة محمد بن عمر، أُعيد تعيين الحسين في منصبه السابق. وأُضيف إلى ذلك الآن منصب قاضي القضاة، ولكن ميوله الشيعية المعروفة أثار معارضة عامة السنة والخليفة القادر؛ وبالتالي كان التعيين قصير الأمد، حيث اضظر البويهيون لتنصيب قاضي قضاة سني لدرء الفتنة.
تُوفي الحسين سنة 1009/1010 م. وخلفه ابنه الرضي، وبعد وفاة الأخير في حزيران 1015 م خلفه ابنه الآخر المرتضى.